# 水稻基因組
水稻基因組（英語：Rice genome）是水稻（Oryza sativa）的基因組。共組成12個染色體。大約含有4億3千萬個DNA鹼基對（以氫鍵相結合的兩個含氮鹼基），其中的一些鹼基對，組成了約38000個基因，這個數字約是人類基因數目的1.7倍。
來自11個國家的團隊，在國際水稻基因組定序計劃中調查水稻與一些栽培亞種的基因組DNA序列，在2005年8月發表了初步的結果。